# GS (Milaan)
GS is een Italiaans historisch merk van hulpmotoren.
De bedrijfsnaam was: GS Motori, Milano.
Dit merk was opgericht door de gebroeders Guidetti, ingenieur Alberico Seiling en Nunzio Silvestri. De gebroeders Guidetti en Alberico Seiling hadden al bij MAS in Milaan samengewerkt, maar dat merk was zich meer gaan toeleggen op stationaire motoren voor de industrie. Seiling had de Altea ontworpen en Silvestri had als motorcoureur een gouden medaille bij de International Six Days Trial gewonnen.
In 1950 ontwikkelden ze samen onder de naam GS Motori de 50 cc Gioiello hulpmotor. De naam Gioiello betekent "juweel". Het betrof een eencilinder tweetakt-hulpmotortje van 38 cc dat slechts vier kilogram woog. Het motortje moest vlak onder het zadel van een fiets gemonteerd worden en dreef het achterwiel via een rol aan. Het brandstofverbruik bedroeg 1,2 liter op 100 km en de topsnelheid bedroeg 28 km/uur. Dit motortje werd ook in Brazilië in licentie geproduceerd.